# それいけ10円!私書箱880
『それいけ10円!私書箱880』（それいけじゅうえん ししょばこはっぴゃくはちじゅう）は、日本テレビ系列局で放送されていた日本テレビ製作のバラエティ番組である。松坂屋の単独提供。製作局の日本テレビでは1972年10月7日から1974年9月28日まで放送。

## 概要
視聴者がはがきを使ってイラストを投稿したり、スポンサーの松坂屋で10万円分の買い物ができるコーナーに応募したりしていた視聴者参加型番組である。番組タイトルにある「10円」とは放送当時のはがきの値段で、「私書箱880」とは当時日本テレビが使っていた私書箱の番号である。また、タイトルロゴにおいては「0」の箇所が十円硬貨になっていた。

## 放送時間
いずれも日本標準時。
- 土曜 13:30 - 14:00 （1972年10月7日 - 1974年3月30日）
- 土曜 13:00 - 13:30 （1974年4月6日 - 1974年9月28日）

## 出演者
- 黒澤久雄 - 司会を担当。
- 水森亜土 - お絵かきコーナーを担当。
- ほか

## 主なコーナー
お絵かきコーナー
水森が審査員を務めていたイラスト投稿コーナーで、前回水森がイラストで提示したテーマの作品をはがきに描いて投稿。水森の審査によって全投稿者の中から10人の「優秀賞」を選出し、さらにその中から1人の「最優秀賞」を選出していた。賞品は投稿者それぞれに贈られていた。
10万円ラッキープレゼント
番組のラストで行われていたコーナー。このコーナーに送られてきた参加希望はがきの中から1枚を選出し、当選者には松坂屋で10万円分の買い物ができる権利を与えていた。翌週の放送では、当選者が松坂屋で買い物をしている模様のVTRを流していた。